# Moluquois
Les Moluquois sont les peuples et groupes ethniques indigènes de langues austronésiennes et de langues papoue des îles Moluques, en Indonésie. Leur territoire traditionnel est partagé aujourd’hui entre les deux provinces indonésiennes des Moluques et des Moluques du Nord. En tant que tel, « Moluquois » est utilisé comme terme générique pour les divers groupes ethniques et linguistiques originaires des îles Moluques.
L’islam et le christianisme sont les principales religions de la plupart des Moluquois. Malgré les différences religieuses, tous les groupes partagent des liens culturels forts et un sentiment d’identité commune, comme à travers les traditions adat, pela et bongso. La musique est aussi un élément commun, jouant un rôle important dans l’identité culturelle. Historiquement, les Moluquois sont connus pour leur musique ou d’autres domaines tels que le chant et les sports. La capitale des Moluques, Ambon, a reçu le statut officiel de ville de musique par l’UNESCO en 2019 .
Une population significative de Moluquois, entre 50 000 et 70 000, vit aux Pays-Bas. Ce groupe se compose principalement des descendants de soldats de l’Armée royale des Indes néerlandaises, initialement temporairement au Pays-Bas, mais contraints à rester à la suite de l’abandon des îles par le gouvernement néerlandais. Le reste se compose de Moluquois servant dans la marine néerlandaise et de leurs descendants, ainsi que de certains qui sont venus aux Pays-Bas depuis l’ouest de la Nouvelle-Guinée après qu'elle a également été remise à l’Indonésie . Cependant, la grande majorité des Moluquois vivent encore dans les Moluques et les autres régions voisines telles que la Papouasie, le Timor occidental, le Timor oriental, le nord de Sulawesi et même plus à l'ouest comme à Bali et Java.

## Histoire

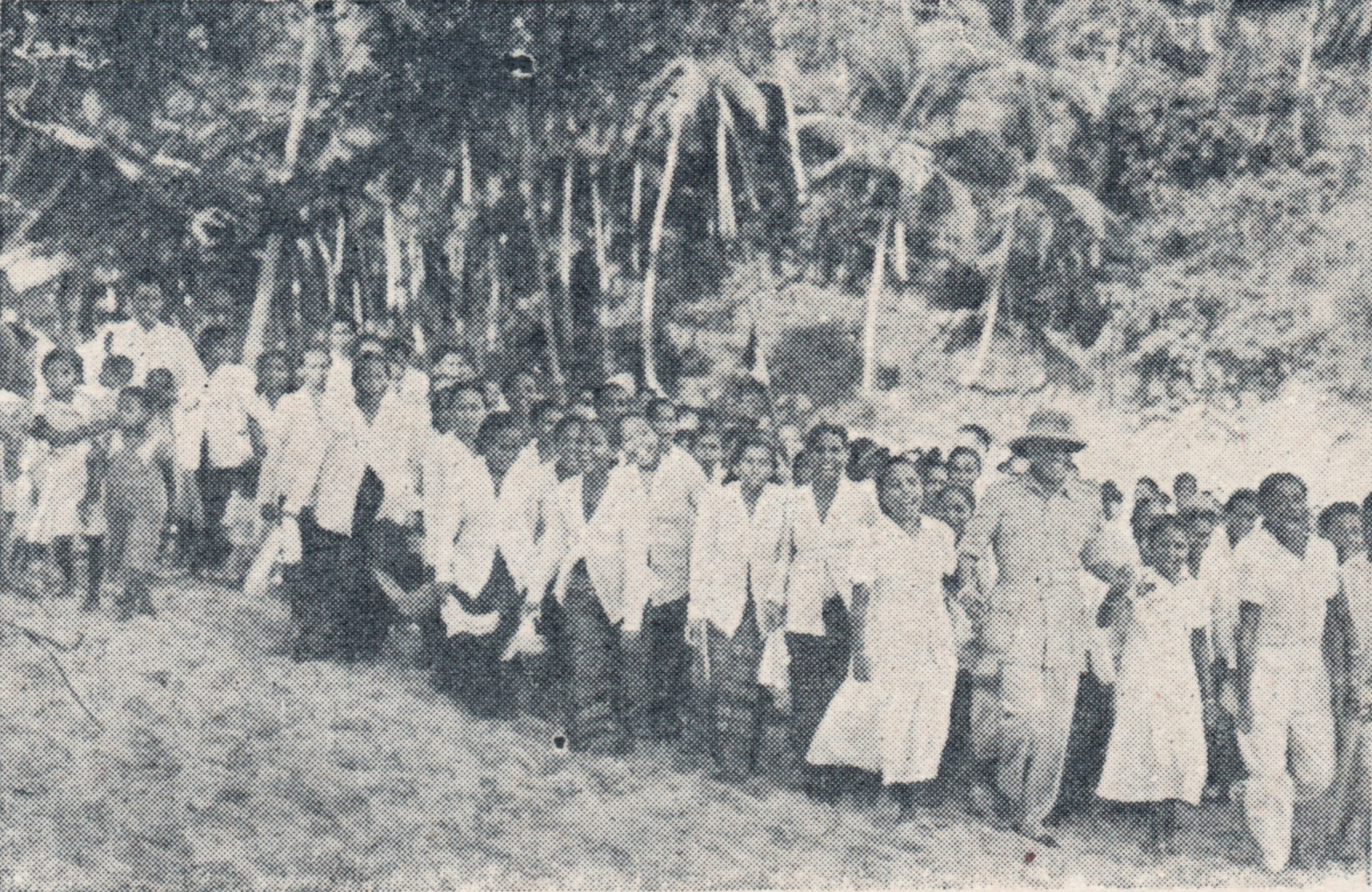
Sukarno dansant avec des Moluquois en 1958.

Les habitants indigènes des îles Moluques sont d’origine mélanésienne et vivent sur l'archipel depuis au moins 30 000 ans avant notre ère. Cependant, en raison des vagues de migration austronésienne ultérieures de 5000 à 2000 avant notre ère, des études génétiques détaillent la présence de niveaux variables d’ADN mitochondrial austronésien dans les populations de différentes îles de Moluques. Alors que la structure génétique paternelle reste majoritairement mélanésienne dans sa composition au sein de la région. Cela explique une influence austronésienne principalement maternelle sur la population mélanésienne qui a influencé le développement d’éléments socio-linguistiques typiques et d’autres domaines de la culture moluques, faisant des langues créoles malayo-polynésiennes les lingua franca dans la majeure partie de la région, à l’exception de certaines zones où les langues appartenant au groupe linguistique papou occidental sont encore répandues. Les influences néerlandaises, chinoises, portugaises, espagnoles, arabes et anglaises ont eu lieu dues à la colonisation, aux mariages mixtes avec des commerçants étrangers à l’époque de la route de la soie et au Moyen Âge, et même avec des soldats européens pendant les guerres mondiales. Un petit nombre de Moluquois sont descendants allemands en particulier à Ambon, avec l'arrivée de missionnaires protestants depuis le XVIe siècle.
Après l’occupation japonaise des Indes orientales néerlandaises pendant la Seconde Guerre mondiale, les Pays-Bas ont voulu rétablir leur colonie. Les indigènes indonésiens s’y sont opposés. Une lutte pour l’indépendance éclate entre 1945 et 1950, menée par les rebelles et Sukarno. L’armée royale des Indes orientales néerlandaises (KNIL) reconstituée a été chargée par le gouvernement néerlandais de maintenir l’ordre et de désarmer les rebelles. Les soldats professionnels moluquois formaient une partie importante de cette armée. La communauté des Moluquois était ainsi considérée par les Néerlandais comme des alliés et vice versa. Le gouvernement des Pays-Bas avait promis aux Moluquois qu’ils retrouveraient leur propre État libre et leur indépendance en échange de leur aide. Après que les efforts internationaux n’aient pas pu aider les Pays-Bas à maintenir leur colonie, le gouvernement néerlandais a choisi de ne plus tenir sa promesse d’un État indépendant  aux Moluquois. Les Moluquois, considérés par les Indonésiens comme des collaborateurs des Néerlandais, se sont vu offrir deux options, soit démobiliser la force militaire et se rendre « temporairement » aux Pays-Bas avant de retourner dans les Moluques indépendantes, soit s’assimiler et prendre la nationalité indonésienne. La plupart des Moluquois qui ont servi dans le commandement du KNIL résideraient temporairement aux Pays-Bas. Les Moluquois ont plutôt été relevés de leur service militaire peu de temps après leur arrivée et ont été hébergés aux Pays-Bas dans des camps de concentration de la Seconde Guerre mondiale reconvertis, y compris l’ancien camp de transit de Westerbork. Ils y ont été isolés de la société néerlandaise et détenus dans des conditions de vie extrêmement précaires pendant des années.
Les Moluquois néerlandais avaient attiré à plusieurs reprises l’attention du gouvernement néerlandais sur leur revendication d’un État libre de la République des Moluques du Sud (Republik Maluku Selatan ou RMS), que le gouvernement néerlandais leur avait promis. Dans les années 1970, la cause RMS a gagné en notorité aux Pays-Bas à la suite des manifestations et des violences. En 1975 des militants ont détourner un train et prit des otages pour que leurs demandes soient prises en compte, mais les militants ont été tués par une force militaire excessive.

## Langues
Les Moluquois parlent plus d’une centaine de langues différentes, dont la majorité appartient à la famille des langues malayo-polynésiennes centrales. Une exception importante concerne les îles des Moluques du Nord qui comprennent l’île de Halmahera et ses îles voisines, où la majorité de la population parle des langues papoues occidentales (branche halmahera du Nord). Celles-ci sont des lingua franca dans la région en raison des relations étroites du commerce historique et des migrations avec la péninsule de Doberai en Nouvelle-Guinée. Une autre exception est les créoles basés sur le malais tels que la malais d’Amboine, parlée principalement sur Ambon et le Ceram voisin ; et le malais des Moluques du Nord (en) utilisé sur les îles de Ternate (en), Tidore, les îles Halmahera et Sula dans le Moluques du Nord. Les Moluquois vivant aux Pays-Bas parlent principalement l’ambonais et le buru.

## Religion
Les Moluquois du Nord (dans la province des Moluques du Nord) sont majoritairement musulmans . et les Moluquois du centre et du Sud (dans la province des Moluques) sont principalement chrétiens.
Les Moluquois aux Pays- Bas sont principalement protestants et, dans une moindre mesure, musulmans.
Un certain nombre d’habitants des îles Kei sont hindous, bien que la région soit majoritairement catholique.